# Общество божественной жизни

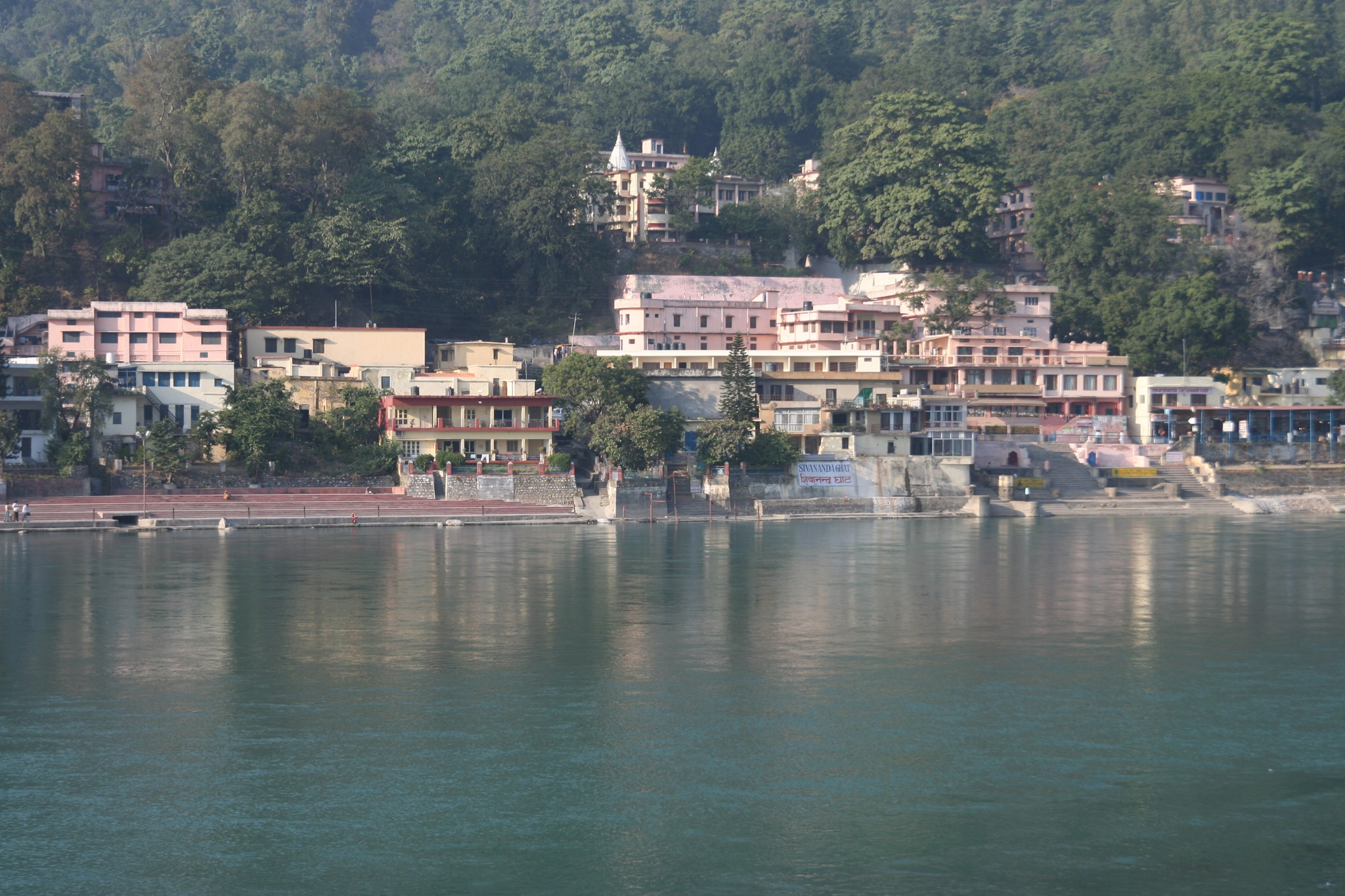
Ашрам Шивананды в Ришикеше.

Общество божественной жизни (англ. The Divine Life Society, DLS) — религиозная организация и ашрам, основанные Свами Шиванандой в 1936 году в Ришикеше, Индия. Организация имеет филиалы во многих странах мира. Ученики Свами Шивананды также основали независимые «Международные Шивананда йога и веданта центры» в США, Канаде, Австралии, ЮАР, Малайзии и ряде стран Латинской Америки.
Основными целями Общества божественной жизни является пропагандирование духовного знания через публикацию книг, памфлетов и журналов на тему йоги и веданты, организация духовных семинаров и конференций, открытие центров для практики йоги, предоставление возможности желающим развить свою духовную жизнь через систематическое обучение йоге и философии, основание благотворительных организаций.